# ひだニュース
ひだニュースは、かつてひだニュース有限会社が発行していた日本の地方新聞（一般紙）である。週刊発行（週末発行）。岐阜県の飛騨地方を対象地域としていた。

## 概要
高山市、飛騨市を中心とする飛騨地域に密着した新聞で、かなり辛口な記事が多かったという。
1996年（平成8年）創刊。後の市町村合併などを見越して、当時の飛騨1市3郡をカバーする新聞として始まった。新聞の経営母体に変遷はあったが、創刊時から高山市の丸山肇が編集長を務め、一貫して旧古川町で発行された。最終的には丸山が経営する「ひだニュース有限会社」が発行元となった。
タブロイド版で、多くが8ページ建てだった。途中、旧古川地区で発行されていた地元紙を吸収した。飛騨地区では日刊紙、地元紙を含め上位の部数に達していたという。幅広い情報収集、辛口の論調などに根強い人気があり、着実に部数を伸ばし続けた。特に権力者を恐れず客観的な批判をしたことが、高山市の知識層などに評価された。
飛騨高山観光協会がつくった鳥居から「桜山八幡宮」の額が下ろされたのは、同紙の批判の影響が大きかったとも言われる。2005年（平成17年）、編集長でもある代表が過労による急病で1ヶ月にわたり緊急入院。やむを得ず休刊した。
ひだニュースの休刊（廃刊）の反響は大きかったという。朝日新聞、中日新聞、岐阜新聞各紙などでも、休刊を惜しむ記事として取り上げられた。復刊の声は多く、2007年現在でも続いている。代表は復帰したが、休刊時に製作体制が停止してしまい、顧客データも休刊（事実上の廃刊）を決断した時点で破棄したため、復刊には至っていない。
ひだニュース有限会社は存続し、2006年には『飛騨国検定』を発刊した。
2005年（平成17年）8月、媒体を新聞紙からインターネット上に変更。2007年現在は、インターネット新聞「ひだニュースWEB」として存続。人気コーナーのひとつだった「ゆめゆめ競馬」などを更新している。代表は主な活動を地方政治（高山市議会）の議員活動に移したため、全体の更新は不定期になっている。

## 本社
- 岐阜県高山市高山市山口町1157